# 4953 (1990 MU)
4953 (1990 MU) је Аполо астероид чија средња удаљеност од Сунца износи 1,621 астрономских јединица (АЈ).
Апсолутна магнитуда астероида је 14,1.